# Чемпіонат Польщі з хокею 1989—1990
Чемпіонат Польщі з хокею 1990 — 55-ий чемпіонат Польщі з хокею, чемпіоном став клуб Полонія Битом.

## Попередній раунд
| М   | Команда               | І  | В  | Н | П  | Ш      | О  |
| --- | --------------------- | -- | -- | - | -- | ------ | -- |
| 1.  | Полонія Битом         | 18 | 14 | 3 | 1  | 99:36  | 31 |
| 2.  | Подгале (Новий Тарг)  | 18 | 13 | 2 | 3  | 107:56 | 28 |
| 3.  | Заглембє Сосновець    | 18 | 12 | 1 | 5  | 91:54  | 25 |
| 4.  | ГКС Катовіце          | 18 | 7  | 4 | 7  | 75:87  | 18 |
| 5.  | «Товімор» (Торунь)    | 18 | 8  | 2 | 8  | 75:79  | 18 |
| 6.  | Напшуд Янув           | 18 | 8  | 1 | 9  | 82:77  | 17 |
| 7.  | Унія (Освенцім)       | 18 | 6  | 2 | 10 | 59:80  | 14 |
| 8.  | ГКС Тихи              | 18 | 6  | 2 | 10 | 73:84  | 14 |
| 9.  | Краковія Краків       | 18 | 5  | 3 | 10 | 76:95  | 13 |
| 10. | Сточньовець (Гданськ) | 18 | 1  | 0 | 17 | 41:130 | 2  |

Скорочення: М = підсумкове місце, І = ігри, В = перемоги, Н = нічиї, П = поразки, Ш = закинуті та пропущені шайби, О = набрані очки

## Фінальний раунд
| М  | Команда              | І  | В  | Н | П  | Ш       | О  |
| -- | -------------------- | -- | -- | - | -- | ------- | -- |
| 1. | Полонія Битом        | 28 | 21 | 5 | 2  | 146:51  | 47 |
| 2. | Заглембє Сосновець   | 28 | 17 | 3 | 8  | 136:84  | 37 |
| 3. | Подгале (Новий Тарг) | 28 | 17 | 2 | 9  | 145:101 | 36 |
| 4. | Напшуд Янув          | 28 | 13 | 1 | 14 | 122:118 | 27 |
| 5. | ГКС Катовіце         | 28 | 11 | 4 | 13 | 111:146 | 26 |
| 6. | «Товімор» (Торунь)   | 28 | 10 | 4 | 14 | 109:129 | 24 |

Скорочення: М = підсумкове місце, І = ігри, В = перемоги, Н = нічиї, П = поразки, Ш = закинуті та пропущені шайби, О = набрані очки

## Кваліфікаційний раунд
| М   | Команда               | І  | В  | Н | П  | Ш       | О  |
| --- | --------------------- | -- | -- | - | -- | ------- | -- |
| 7.  | Краковія Краків       | 30 | 15 | 3 | 12 | 167:141 | 33 |
| 8.  | ГКС Тихи              | 30 | 12 | 4 | 14 | 145:136 | 28 |
| 9.  | Унія (Освенцім)       | 30 | 10 | 4 | 16 | 111:134 | 24 |
| 10. | Сточньовець (Гданськ) | 30 | 2  | 2 | 26 | 76:228  | 6  |

Скорочення: М = підсумкове місце, І = ігри, В = перемоги, Н = нічиї, П = поразки, Ш = закинуті та пропущені шайби, О = набрані очки

## Плей-оф (фінал)

### Чвертьфінали
- Полонія Битом — ГКС Тихи 2:0 (6:3, 4:3)
- Заглембє Сосновець — Краковія Краків 2:1 (5:1, 2:6, 6:3)
- Подгале (Новий Тарг) — «Товімор» (Торунь) 2:0 (6:0, 5:3)
- Напшуд Янув — ГКС Катовіце 2:1 (1:3, 5:3, 6:3)

### Півфінали
- Полонія Битом — Напшуд Янув 2:0 (10:2, 7:1)
- Подгале (Новий Тарг) — Заглембє Сосновець 2:0 (3:2, 5:2)

### Фінал
- Полонія Битом — Подгале (Новий Тарг) 3:0

## Плей-оф (кваліфікація)

### Матч за 3 місце
- Заглембє Сосновець — Напшуд Янув 7:3

### Матч за 5 місце
- Краковія Краків — ГКС Катовіце 4:3

### Матч за 7 місце
- «Товімор» (Торунь) — ГКС Тихи 6:3

### Матч за 9 місце
- Унія (Освенцім) — Сточньовець (Гданськ) 2:0 (12:0, 7:2)

## Найкращий гравець
Найкращим гравцем був визнаний Роман Стеблецький Краковія Краків. 

## ІІ Ліга

### Фінальна серія
- ЛКС (Лодзь) — ГКС (Ястшембе) 4:0, 6:2, 3:2